# George Kobayashi
George Kobayashi (小林 ジョージ Kobayashi George?,  nacido el 29 de noviembre de 1947 en São Paulo) es un exfutbolista japonés que se desempeñaba como centrocampista.
En 1972, Kobayashi jugó 3 veces para la Selección de fútbol de Japón.

## Trayectoria

### Clubes
| Club          | País  | Año         |
| ------------- | ----- | ----------- |
| Yanmar Diesel | Japón | 1971 - 1976 |

### Selección nacional
| Selección | País  | Año  |
| --------- | ----- | ---- |
| Absoluta  | Japón | 1972 |

## Estadística de equipo nacional
| Selección de Japón | Selección de Japón | Selección de Japón |
| Año                | Part.              | Goles              |
| ------------------ | ------------------ | ------------------ |
| 1972               | 3                  | 0                  |
| Total              | 3                  | 0                  |

## Palmarés

### Títulos nacionales
| Título              | Club          | País  | Año  |
| ------------------- | ------------- | ----- | ---- |
| Japan Soccer League | Yanmar Diesel | Japón | 1971 |
| Japan Soccer League | Yanmar Diesel | Japón | 1974 |
| Copa del Emperador  | Yanmar Diesel | Japón | 1974 |
| Japan Soccer League | Yanmar Diesel | Japón | 1975 |

### Distinciones individuales
| Distinción                  | Año  |
| --------------------------- | ---- |
| Japan Soccer League Best XI | 1974 |
| Japan Soccer League Best XI | 1975 |